# Kommissarin Lucas – Vergangene Sünden
Vergangene Sünden ist ein Film des ZDF, der Teil der Serie Kommissarin Lucas ist. Thomas Berger, führte Regie bei dem 2004 ausgestrahlten Fernsehfilm, wie schon im ersten Fall. Für Kommissarin Lucas (Ulrike Kriener) ist es ihr zweiter Fall in Regensburg. Als zwei Polizeibeamte ums Leben kommen gerät Ernst Schenker (Heiner Lauterbach), der Polizeipräsident, ins Visier seiner Kollegen. In einer tragenden Nebenrolle ist Jasmin Schwiers als Tochter Schenkers besetzt. 

## Handlung
Willi Hantel, ein ehemaliger Polizeibeamter, verbrennt in seinem Bauerngehöft. Der Brand wurde absichtlich gelegt, vermutlich um Spuren zu vernichten und den wahren Hergang zu verschleiern. In Verdacht gerät Heinrich Braun, der Schwager Hantels, der der Meinung war, der Hof stehe ihm zu. Für Ellen Lucas deutet anfangs alles auf einen Täter im Familienkreis hin, bis Walter Gussmann – ebenfalls ein Polizeibeamter – tot aufgefunden wird. Ins Visier der laufenden Ermittlungen gerät nun Rudolf Katz, der einst von den beiden nunmehr ermordeten Polizisten verhaftet worden war und lange Zeit im Gefängnis saß, jedoch stets behauptete, dass er zu Unrecht verurteilt worden sei.  
Der neue Regensburger Polizeidirektor Ernst Schenker zeigt ein unverhältnismäßig großes Interesse an dem Fall und setzt Lucas massiv unter Druck. Lucas lernt in der Klinik, in der ihr Ehemann Paul im Koma liegt, die Medizinstudentin Susanne kennen; wie sich wenig später herausstellt, ist sie Schenkers Tochter. Sie bietet Lucas an, sich um deren Mann zu kümmern, wenn sie selbst keine Zeit habe.  Sie müsse ja sowieso noch ein Praktikum absolvieren. 
Wie sich herausstellt litt Willi Hantel an Krebs im Endstadium und hatte nicht mehr lange zu leben. Bei ihren weiteren Ermittlungen stößt die 
Kommissarin auf Briefe, die den Verdacht nahelegen, dass Schenkers verstorbene Frau Nicole seinerzeit eine Affäre mit Katz hatte. Nun steht die Frage im Raum, hat Schenker damals Druck auf Hantel und Gussmann ausgeübt, was dann dazu führte, dass Katz unschuldig verurteilt wurde, womit Schenker den unliebsamen Rivalen losgeworden wäre. Dagegen spricht jedoch, dass auch auf Schenker ein Anschlag verübt wird, der für den Polizeidirektor glimpflich ausgeht.
Auf dem Molotowcocktail, mit dem der Anschlag auf Hantel begangen wurde, werden Schenkers Fingerabdrücke gefunden. Nach einem Alibi für den betreffenden Abend befragt, verweist Schenker auf die Aussage seiner Tochter Susanne. Zur großen Überraschung aller antwortet Susanne, dass sie nicht wisse, wo ihr Vater gewesen sei. Lucas nimmt Schenker daraufhin fest. Sie konfrontiert ihn mit den Liebesbriefen zwischen seiner Frau und Katz. Schenker streitet die gegen ihn erhobenen Vorwürfe ab und zeigt sich erbost. 
Es stellt sich heraus, dass Susanne Schenker an ihrem 16. Geburtstag einen Brief von Helga Katz bekam, aus dem sie erfuhr, dass nicht Ernst Schenker, sondern Rudolf Katz ihr Vater ist, und Schenker ihn ins Gefängnis gebracht hatte, weil ihre Mutter Katz geliebt habe. Gussmann und Hantel hätten ihn bei seinem perfiden Plan unterstützt. Ihre Mutter habe Schenker zwar verlassen wollen, das aber aus Angst nicht getan, da Schenker immer alle und jeden kontrolliert habe und sie überall gefunden hätte. Sie habe sich lieber umgebracht. Im Gegensatz zu Schenker habe Katz gewusst, dass sie seine Tochter ist. Ihre Mutter habe es Schenker aus Angst um sie nie erzählt. Über Helga habe sie dann ihren Vater kennengelernt und sei zu ihm, wann immer es ihr möglich gewesen sei. Er habe dann einen Schlaganfall erlitten und könne sich seitdem an gar nichts mehr erinnern. Helga habe ihm falsche Papiere besorgt, damit Schenker ihn nicht finden könne. Sie habe die Anschläge auf Hantel und Gussmann begangen, um den Verdacht auf ihren Vater zu lenken, damit er ins Gefängnis komme und wisse, wie es sich anfühle, wenn das eigene Leben komplett von anderen bestimmt werde. Er habe durch die Hölle gehen sollen für das, was er ihren Eltern angetan habe. 

## Produktion

### Produktionsnotizen, Erstveröffentlichung
Der von der Olga Film GmbH produzierte Film wurde im Zeitraum 19. April bis 29. Juni 2004 in Regensburg und Umgebung gedreht und am 16. Oktober 2004 zur Hauptsendezeit im ZDF erstausgestrahlt.
DVD
Die sechs ersten Folgen der Serie wurden am 8. Oktober 2010 von der Edel Germany GmbH auf DVD veröffentlicht, wobei die vierte Folge Das Verhör aus lizenzrechtlichen Gründen nicht mehr Teil der in Box 1 veröffentlichten sechs Folgen ist.

### Privates der Kommissare
Paul Lucas erwacht in dieser Folge wieder, erkennt seine Frau allerdings nicht und ist auch sonst schwer gehandicapt, die Kommissarin ist am Boden zerstört. Eine Aufnahme im Sanatorium der 
Schumanns, die große Erfolge mit Komapatienten verzeichnen können, scheitert an der langen Warteliste.

## Kritik
Die Kritiker der Fernsehzeitschrift TV Spielfilm zeigten mit dem Daumen zur Seite und befanden: „Trotz plötzlicher Wendung vorhersehbar“.
Rainer Tittelbach von tittelbach.tv fasste seine Kritik wie folgt zusammen: „Sie ist eine Frau mit dem Blick fürs Wesentliche. Hatte sie im ersten Fall mit atmosphärischen Störungen in ihrem Ermittlerteam zu kämpfen, liefert sie sich in ‚Vergangene Sünden‘ mit ihrem obersten Dienstherrn einen erbitterten Schlagabtausch. Konzentriert & spannend.“ Tittelbach lobte Heiner Lauterbach „als kalt berechnende[n] Polizeipräsident[en] Schenker“ und befand Jasmin Schwiers, die Schenkers Tochter verkörpert, „sei großartig […] und bereits mit 17 Jahren ein Ausbund an Perfektion“.
Prisma sprach von einem „packenden Beitrag der Reihe, starke[r] Figurenzeichnung (auch in den Nebenrollen) und eine[r] Riege toll agierender Darsteller,“ die „für beste Unterhaltung“ sorgen würden.